# Saad Al-Harthi
Saad Al-Harthi (ur. 2 lutego 1984 w Rijadzie) – saudyjski piłkarz występujący na pozycji napastnika w Al-Nasr. Zakończył karierę 22 sierpnia 2013.